# Josef Mašín

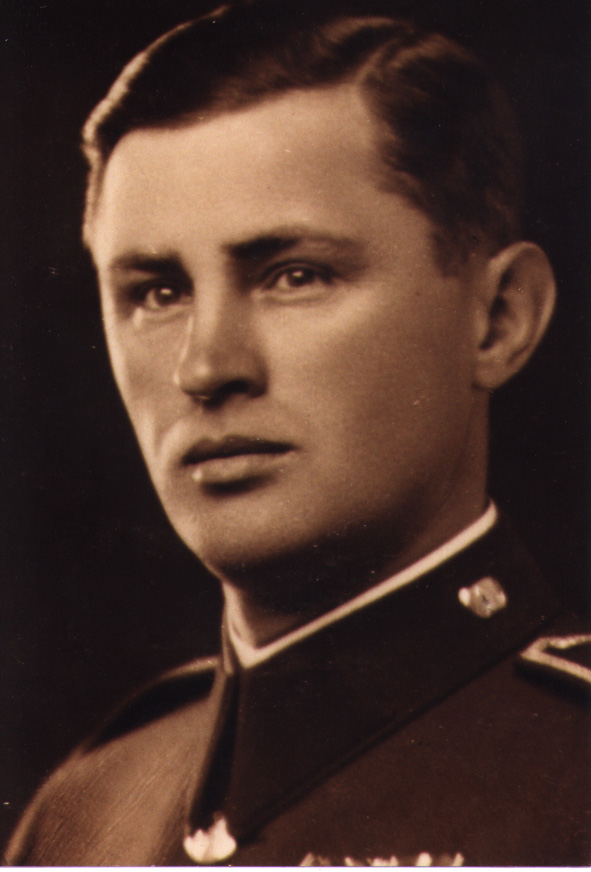
Josef Mašín

Josef Mašín sen. (* 26. August 1896 in Lošany; † 30. Juni 1942 in Prag) war eine Persönlichkeit des tschechoslowakischen Widerstandes gegen den Nationalsozialismus. Mašín war Soldat, Legionär und Offizier in der Tschechoslowakei. Nach 1939 bildete er zusammen mit Josef Balabán und Václav Morávek die Führung der Widerstandsgruppe Tři králové (Drei Könige), die sich als Teil der ebenfalls aus Militärangehörigen bestehenden Gruppe Obrana národa auf Subversions- und Sabotageakte nicht nur auf dem Gebiet des Protektorats Böhmen und Mähren spezialisierte.
Josef Mašín wurde verhaftet und 1942 hingerichtet. Nach dem Krieg wurde er zum Generalmajor in memoriam befördert. Seine Söhne Ctirad und Josef Mašín kämpften mit Anschlägen gegen das kommunistische Regime und flüchteten 1953 spektakulär aus der Tschechoslowakei.

## Leben
Josef Mašín, der aus einer Bauernfamilie stammte, absolvierte eine Realschule in Kutná Hora und 1912–1915 die mittlere Handelsschule in Roudnice nad Labem, wo er im April 1915 die Matura ablegte. Ende April 1915 wurde er zur Armee eingezogen und kam an die Ostfront, wo er bereits im September 1915 desertierte, kurzzeitig in russische Gefangenschaft geriet und sich bereits im Januar 1916 in die Tschechoslowakischen Legionen meldete. Bis zum Kriegsende diente er bei verschiedenen Schützeneinheiten, besuchte eine Offiziersschule und Kurse. Unter anderem nahm er an der Schlacht bei Zborów und der Schlacht bei Bachmatsch sowie an Kämpfen bei Krasnojarsk teil, wo er schwer verwundet wurde. Im Rang eines Kapitäns reiste er über Wladiwostok nach Prag, wo er im Februar 1920 ankam. Er verließ die Armee zuerst, kehrte aber nach einigen Monaten zurück, besuchte Spezialkurse und diente bei der Artillerie in Budweis, unter anderem als Befehlshaber einer Batterie, ab September 1927 als Leiter einer Offiziersschule. Ab September 1928 wurde Mašín nach Prag zum 1. Artillerieregiment verlegt; um diese Zeit lernte er Josef Balabán kennen. In dieser Einheit blieb er mit Unterbrechungen in verschiedenen Positionen bis zur Besetzung der Tschechoslowakei 1939, teilweise als Befehlshaber. Er wurde mehrere Male befördert, unter anderem im Juli 1929 zum Major und im Juli 1933 zum Oberst. 1938 wurde sein Regiment der neuen 2. Armeegruppe in Jihlava zugeteilt, Mašín übernahm den Befehl des Regiments sowie auch der Artillerie dieser 2. Gruppe.
Am 14. März 1939, am Vorabend der sogenannten Zerschlagung der Rest-Tschechei, wurde Mašín vom Dienst suspendiert und der Meuterei angeklagt, weil er sich weigerte, der zwischen dem Präsidenten Emil Hácha und Adolf Hitler (unter Druck) vereinbarten Kapitulation und gewaltlosen Übergabe des Landes an die Wehrmacht zu folgen. Er attackierte dabei seine Vorgesetzten, die ihn daran hinderten, ein Waffen- und Munitionsdepot in der Kaserne zu sprengen, um es nicht in die Hände der Wehrmacht fallen zu lassen.
Am 15. Juni 1929 heiratete Josef Mašín seine Frau Zdena Mašínová, geborene Nováková, mit der er drei Kinder hatte: Ctirad (1930–2011), Josef (* 1932) und Zdena (* 1933).

## Widerstand

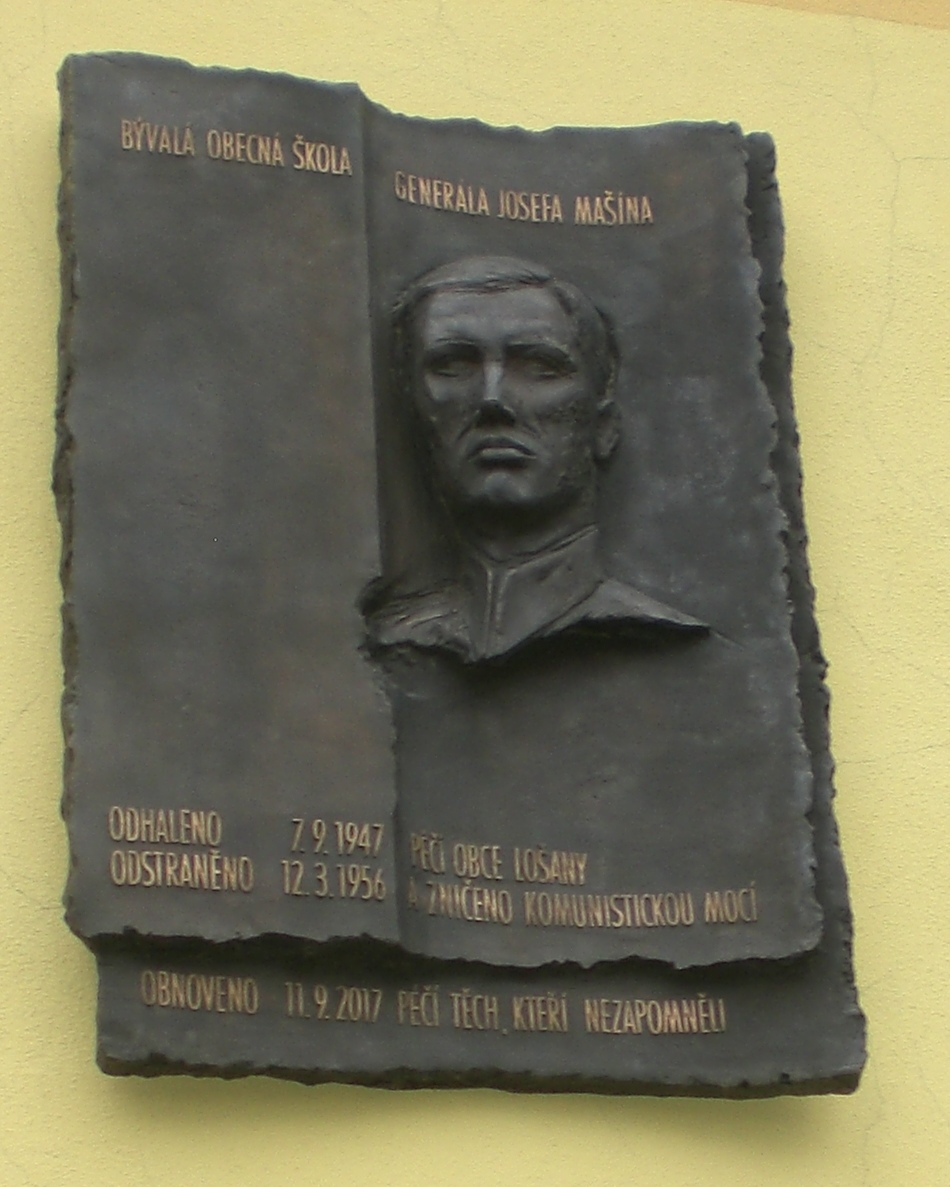
Gedenktafel auf dem Gemeindeamt in Lošany

Bereits kurz vor dem Einmarsch deutscher Truppen fing Josef Mašín an, vertraute Personen aus seinem Umkreis zu kontaktieren und mit ihnen Vorbereitungen für den notwendigen Widerstand zu treffen. In den Räumlichkeiten der Klempnerfirma von Josef Líkař in der Karlovarská Straße (Stadtteil Bílá Hora) konnte er eine ansehnliche Menge von Waffen und Munition deponieren. Líkařs Werkstatt diente fortan als Waffenschmiede, Sprengstoffwerkstatt sowie Munitions- und Waffendepot und entwickelte sich schnell zum wichtigsten und größten Versteck der Widerstandsgruppen Obrana národa und Tři králové. In die konspirative Tätigkeit wurde Líkařs gesamte Familie eingebunden, einschließlich der Familie Řehák (aus der seine Frau stammte) und einem Bekannten. Ferner wurde hier zeitweise auch die illegale Zeitschrift V boj! mit Mašíns Mitarbeit hergestellt. Nach und nach wurden weitere Verstecke auf dem gesamten Gebiet des Protektorats eingerichtet, in denen die in Líkařs Firma hergestellten Sprengstoffladungen sowie erbeutete Waffen und Sprengstoff deponiert wurden.
Zugleich hielt Mašín enge Kontakte zu den Offizieren Josef Churavý, Josef Jirka, Bedřich Homola und anderen, mit denen er die Widerstandsgruppe Obrana národa formierte. Seine Aufgabe war es, in den Prager Bezirken Dejvice, Bubeneč und Břevnov ein neues Regiment aufzubauen. Einen besonderen Stellenwert nahm dabei die Zusammenarbeit mit Balabán und Morávek ein, aus der sich die angegliederte Gruppe Tři králové bildete. Während Balabán und Morávek sich vor allem mit nachrichtendienstlichen Aufgaben beschäftigten und für den Kontakt zur Tschechoslowakischen Exilregierung zuständig waren, konzentrierte sich Mašín auf Sabotage und sonstige subversive Aktionen. Als Ziele dienten verschiedene Einrichtungen im Protektorat, darunter auch die Eisenbahn sowie militärische und Versorgungszüge der Wehrmacht, auf die mehrere Sprengstoffanschläge verübt wurden. Sabotageakte wurden jedoch auch im Reich durchgeführt: Mašíns Schwager, Ctibor Novák, verübte am 15. September 1939 einen Anschlag auf die Polizeidirektion und das Reichsluftfahrtministerium in Berlin, im Februar 1941 kam es auf dem Berliner Anhalter Bahnhof ebenfalls zu einem Anschlag.
Im Frühjahr 1941 erlitt die Gruppe große Verluste. Nach der Verhaftung von Balabán im April 1941 gelang es der Gestapo, auch Mašín auszuschalten. Am 13. Mai 1941 trafen sich Mašín, Morávek und der Funker der Gruppe František Peltán in einer konspirativen Wohnung in Prag, um mit ihrem Kurzwellensender die Verbindung mit der Exilregierung in London aufzunehmen. Ein Gestapo-Kommando überfiel die Wohnung. Während sich Morávek und Peltán aus dem Fenster im dritten Stockwerk retten konnten, wurde Mašín durch einen Schuss verletzt und verhaftet. Im Prager Gefängnis Pankrác war er mehrere Monate lang harten Verhören und Folter ausgesetzt. Die Exilregierung in London versuchte, ihn gegen einen gefangenen Kapitän eines deutschen U-Bootes auszutauschen, doch dies wurde durch die deutschen Stellen abgelehnt.:297 Nach dem Attentat auf Reinhard Heydrich im Mai 1942 wurde Mašín durch ein Standgericht am 30. Juni 1942 zum Tode verurteilt und noch am selben Abend hingerichtet.
Nach der Befreiung wurde Josef Mašín postum zum Brigadegeneral und 2005 zum Generalmajor befördert.

## Weitere Familienmitglieder
Mašíns Ehefrau Zdena Mašínová geborene Novák, die von Januar bis August 1942 im Gefängnis Pankrác und in der Kleinen Festung in Theresienstadt gefangengehalten wurde, setzte nach ihrer Freilassung ihre Widerstandstätigkeit fort und erhielt nach der Befreiung des Landes das Tschechoslowakische Kriegskreuz.
Die beiden Söhne Ctirad Mašín und Josef Mašín (Junior), die sie mit Josef Mašín hatte, bildeten mit einigen Freunden eine antikommunistische Gruppe, mit der sie zwischen 1951 und 1953 einige Terrorakte gegen das totalitäre kommunistische Regime auf dem Gebiet der Tschechoslowakei und der DDR unternahmen. Zdena Mašínová wurde als Folge der Aktionen ihrer Söhne verhaftet und zu 25 Jahren Freiheitsentzug verurteilt; sie starb am 12. Juni 1956 im Gefängnis. Ihr Bruder Ctibor Novák wurde in diesem Zusammenhang am 2. Mai 1955 hingerichtet.

## Auszeichnungen
- Tschechoslowakisches Kriegskreuz 1914–1918
- Falken-Orden (Tschechoslowakei)
- Tschechoslowakische Revolutionsmedaille
- Interalliierte Siegesmedaille (Tschechoslowakei)
- Russischer Orden des Heiligen Georg
- Tschechoslowakisches Kriegskreuz 1939